# Suite en rocaille
La Suite en rocaille, op. 84, est une œuvre de Florent Schmitt en quatre mouvements pour quintette avec flûte, violon, alto, violoncelle et harpe, composée en 1934.

## Composition
Florent Schmitt compose la Suite en rocaille en 1934. La partition est créée par le Quintette instrumental de Paris de Pierre Jamet, le 24 mai 1935, dans le cadre des concerts du Triton. Publiée par les Éditions Durand, elle est enregistrée par ses premiers interprètes l'année suivante.

## Présentation

### Titre
La Suite en rocaille n'est « en rien rocailleuse ». Son titre « quelque peu ironique fait référence au style rocaille du temps de la Régence annonçant les grâces du style Louis XV, et donc représentatif d'un art charmant et mesuré, à la française ».

Toujours pince-sans-rire, Florent Schmitt date l'achèvement de la partition « Mosk-Août MCMXXXIV » et commente lui-même son œuvre : 

« Petite suite de moins de quatre sous… Le premier morceau est bâti sur deux thèmes teintés d'archaïsme. Le second revêt la forme d'un scherzo à deux thèmes également. Le troisième a ceci de particulier qu'il peut être joué dans deux mouvements : modéré ou lent. Le compositeur a choisi le premier. Cette pièce comporte deux thèmes. Le quatrième mouvement, enfin, est une sorte de rondeau à refrains, en hommage à Haydn. Il est très facile. »

### Mouvements
L'œuvre est en quatre mouvements :
1. Sans hâte, à 
,
2. Animé, sur une mesure à cinq temps notée 
,
3. Sans lenteur (mouvement très modéré de menuet), à 
,
4. Vif, à 
.

L'exécution dure moins de quinze minutes.

### Analyse
François-René Tranchefort apprécie « cette partition élégante sans mièvrerie ». La Suite en rocaille est « un bijou d'architecture musicale, ruban musical souple disparaissant, réapparaissant et s'échappant à nouveau pour revenir à un finale où la fantaisie ne cède en rien le pas à la perfection d'une écriture serrée ».

## Discographie
- Florent Schmitt, Suite en rocaille par le Quintette instrumental de Paris de Pierre Jamet, 1936, Timpani 2C2122 — avec des œuvres de Debussy, Françaix, d'Indy, Mozart, Pierné, Ravel et Roussel.
- Florent Schmitt, Musique de chambre par le Quintette à vent de Prague, 2000, Praga PRD 250 156.

### Ouvrages généraux
- François-René Tranchefort (dir.), Guide de la musique de chambre, Paris, Fayard, coll. « Les Indispensables de la musique », 1987, 995 p. (OCLC 21318922, BNF 35064530), p. 773-778.

### Monographies
- Catherine Lorent, Florent Schmitt, Paris, Bleu nuit éditeur, coll. « Horizons » (no 27), 2012, 176 p. (ISBN 978-2-35884-016-3, BNF 42581018),
- Madeleine Marceron, Florent Schmitt, Paris, Ventadour, coll. « Paroles sans musique », 1959, 48 p. (BNF 37748441).